# Druhanice
Druhanice (německy Druhanitz) jsou osada, část obce Chotusice v okrese Kutná Hora. Nachází se asi 1,5 kilometru východně od Chotusic. Prochází zde silnice II/338.
Druhanice leží v katastrálním území Chotusice o výměře 6,95 km².

## Historie
První písemná zmínka o vesnici pochází z roku 1350.

## Další fotografie

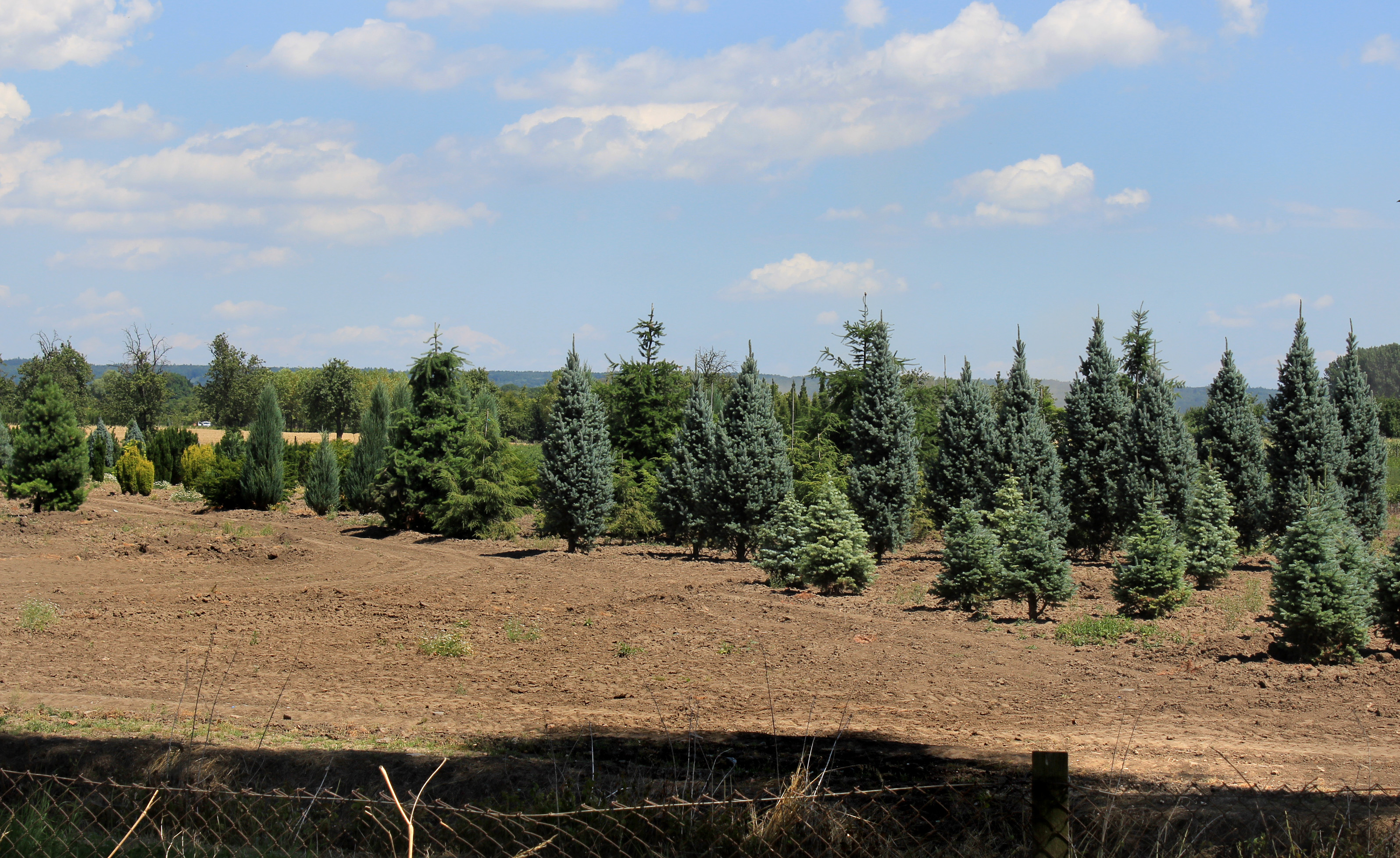
Školka okrasných stromů
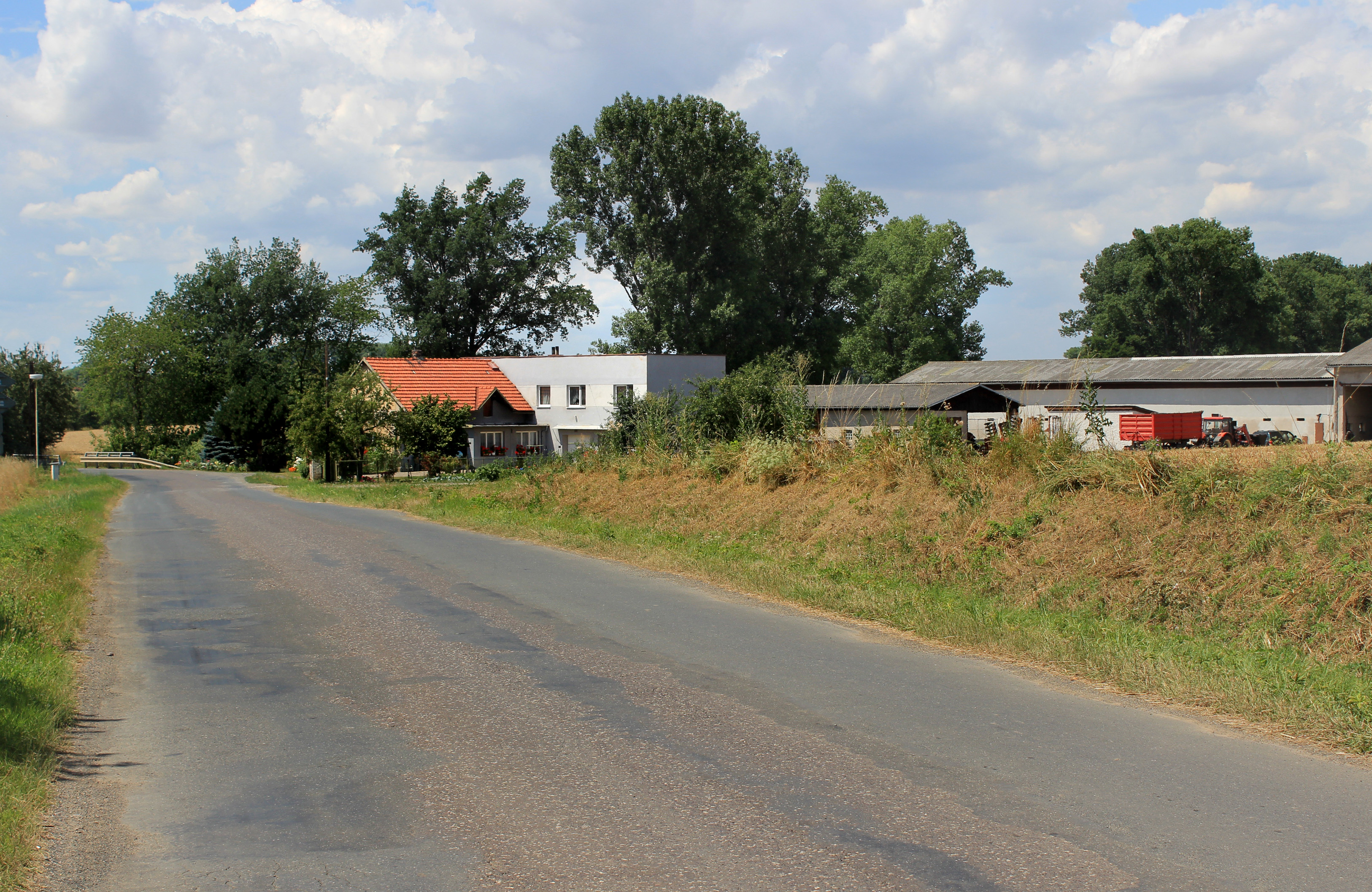
Hospodářské budovy ve vsi